# روبرتو چایه
روبرتو چایه (اسپانیایی: Roberto Challe‎) (۲۴ نوامبر ۱۹۴۶ – ۱۰ سپتامبر ۲۰۲۴) بازیکن فوتبال اهل پرو بود.
از باشگاه‌هایی که در آنها بازی کرده بود می‌توان به باشگاه فوتبال اتلتیکو چالاکو، باشگاه فوتبال اونیورسیتاریو ده دپورتس، باشگاه فوتبال دپورتیوو مونیسیپال، و باشگاه فوتبال اسپورتینگ کریستال اشاره کرد.
وی همچنین در تیم ملی فوتبال پرو بازی کرده‌است.